# Eulithis marmorata
Eulithis marmorata är en fjärilsart som beskrevs av Jacob Hübner 1796/99. Eulithis marmorata ingår i släktet Eulithis och familjen mätare. Inga underarter finns listade i Catalogue of Life.